# Antypasty małżeńskie
Antipasty małżeńskie (Antipasty małżeńskie : trzema vciesznymi historiami, iako wdziecznego smaku cukrem, prawdziwey a szczerey milosci malzenskiey zaprawione) – zbiór romansów wydany w Krakowie w 1650.
Zbiór zawiera utwór Historyja ucieszna o zacnej królewnie Banialuce napisany przez Hieronima Morsztyna oraz utwory nieznanych autorów Historyja o Galezjusie, synu Demokryta, i Filidzie, córce Arystydesa, O Przemysławie książęciu oświęcimskim, i o Cecylilej. Tytuł zbioru pochodzi od określenia antypast oznaczającego przystawkę, przekąskę. Oprócz wątków miłosnych utwory zawierają także elementy baśniowe baśni, jak np. nagromadzenie zwierząt i ptaków, przywoływanie ich głosem rogu. 
Historyja ucieszna o zacnej królewnie Banialuce opowiada o tym jak król Południowy oświadcza swego syna o rękę córki króla Północnego.  Królewicz w pogoni za reniferem błądził ze swoimi psami z jednym giermkiem. Po długiem błądzeniu znalazł się przed bardzo pięknym zamkiem.  Po chwili zajechała przed zamek armia amazonek, śliczne panny na koniach, na czele jedna najpiękniejsza ze wszystkich — Banialuka. Ta przyjmuje przybysza z wielkim gniewem, ale w miarę jak na niego patrzy, staje się jakoś łaskawszą, i opowiada mu swoją historyę – tak rozpoczyna streszczenie historii Banialuki Stanisław Tarnowski. Od imienia królewny Banialuki powstał w języku potocznym zwrot „pleść banialuki”, czyli mówić brednie, głupoty.